# Гладыш шершавый
Гладыш шершавый (лат. Laserpitium siler) — вид травянистых растений рода Гладыш (растение) (Laserpitium) семейства Зонтичные (Apiaceae), встречается в умеренном поясе Старого Света.

## Применение
Из семян или из цветов в период цветения получают эфирное масло. В Швейцарии корень растения используют как пряность.

## Интересные факты
В Сербии гладыш шершавый называют расковник, придавая ему магическую силу этого мифологического растения.